# Matelea reflexa
Matelea reflexa là một loài thực vật có hoa trong họ La bố ma. Loài này được (Hemsl.) Morillo mô tả khoa học đầu tiên năm 1984.